# Canon de 28 cm SK L/40
Le canon de 28 cm SK L/40 est un canon naval allemand qui est utilisé pendant la Première et la Seconde Guerre mondiale comme armement principal des pré-dreadnoughts de classe Braunschweig et Deutschland.

## Canons navals
Le canon de 28 cm SK L/40 pèse 45,3 t, a une longueur totale de 11,2 m et une longueur de forage de 10,401 m . Bien que désigné comme 28 cm , son calibre réel est de 28,3 cm. Il utilise le bloc coulissant horizontal de Krupp, ou "coin", plutôt que la vis interrompue couramment utilisée dans les canons lourds d'autres nations. La charge propulsive doit donc être chargée dans un étui métallique (généralement en laiton) qui assure l'obturation, ou l'étanchéité de la culasse, pour empêcher le gaz propulseur en expansion de s'échapper. Le canon de 28 cm SK L/40 est le dernier gros canon naval allemand à charger toute sa charge propulsive dans une seule douille ; les canons ultérieurs nécessitent une charge avant en plus de la charge principale dans la douille.
La tourelle Drh.L. C/01 est utilisée par les cuirassés des classes Braunschweig et Deutschland, une tourelle à double canon à chaque extrémité. Ses canons peuvent s'abaisser de 4° et s'élever de 30° et peuvent se déplacer d'environ 150° de chaque côté de la ligne médiane. Ils peuvent tirer un obus perforant L / 2,6 de 240 kg jusqu'à une portée maximale de 18,830 m à l'élévation maximale. Ces navires stockent 85 cartouches par canon. La cadence de tir pour les deux types de tourelles est d'environ 2 coups par minute.
Le traité de Versailles autorise les Allemands à conserver quatre pré-dreadnoughts, même si seuls deux, Schleswig-Holstein et le Schlesien, sont réarmés avec leurs canons d'origine de 28 cm SK L/40. Le premier tire les premiers coups de feu de la Seconde Guerre mondiale lorsqu'elle commence à bombarder les défenses polonaises sur la Westerplatte le 1er septembre 1939 tandis que la seconde participe également à la campagne de Pologne. Cependant, les deux navires sont relégués à des tâches d'entraînement peu de temps après.

## Canons de défense côtière

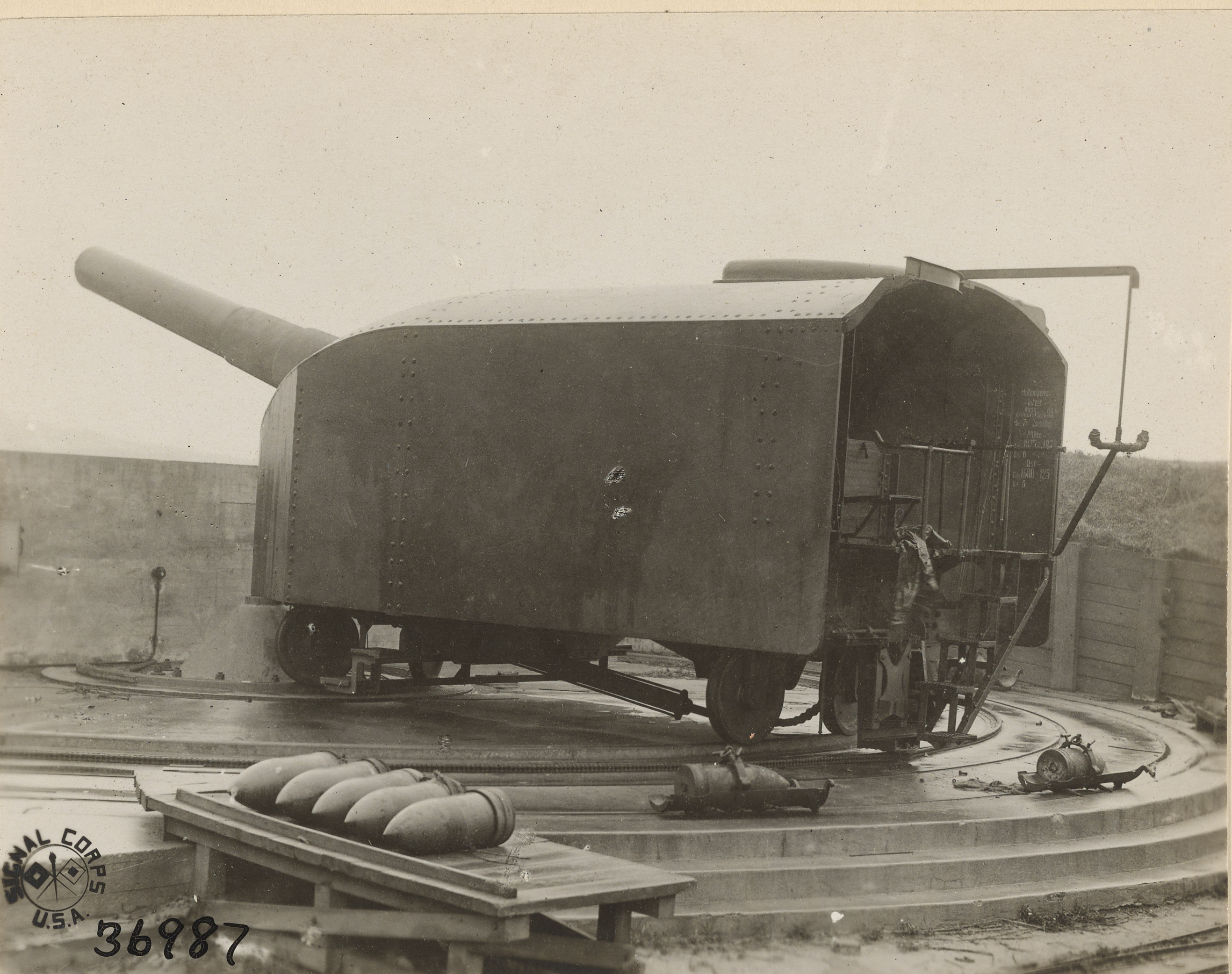
Un canon SK L/40 sur une monture de défense côtière en Belgique.

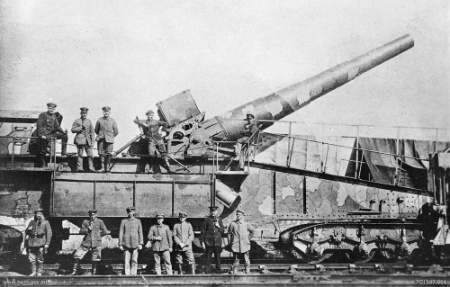
Vue latérale d'un "Bruno" et de son équipage en 1918

Certains des canons SK L/40 de 28 cm sont transférés de la marine (Kaiserliche Marine) à l'armée allemande lorsque les pré-dreadnoughts commencent à être désarmés et relégués à des tâches d'entraînement en 1916 après que la bataille du Jutland a prouvé qu'ils ne sont pas adaptés au combat naval contemporain. Une modification évidente apportée pour le service terrestre est le placement d'un grand contrepoids juste à l'avant des ourillons pour contrer la prépondérance du poids vers la culasse. Ce dispositif, bien que lourd, est plus simple que l'ajout d'équilibreurs pour remplir la même fonction. Il est équipé d'un système hydro-pneumatique permettant d'absorber le recul du tir et de remettre le canon en position de tir, prêt pour la prochaine salve. Les quatre premiers canons sont placés dans des montages  Bettungsschiessgerüst (plate-forme de tir) (BSG) en 1917 pour des tâches de défense côtière dans le cadre de la "Batterie Graf Spee" sur l'île de Wangerooge. Il s'agit d'un affût semi-portatif qui peut être mis en place n'importe où après plusieurs semaines de travail pour préparer la position. Il tourne sur un pivot à l'avant de l'affût et l'arrière est soutenu par des galets reposant sur un rail semi-circulaire et est parfois équipé d'un bouclier de canon (en). La cadence de tir du canon dans ces montages est d'environ un coup toutes les cinq minutes.
Pendant la Seconde Guerre mondiale, seuls sept canons sont utilisés comme fonctions de défense côtière sur les supports BSG. Les quatre canons de la "Batterie Graf Spee" ont survécu à la Première Guerre mondiale et ont été transférés à Brest, en France, en 1940,.

## Canons ferroviaires
Une vingtaine d'autres canons des cuirassés sont mis sur des supports de chemin de fer comme le 28 cm SK L/40 "Bruno" et utilisés comme canons de chemin de fer. Un certain nombre sont conservés par la Kaiserliche Marine et utilisés pour des tâches de défense côtière, mais les autres sont utilisés par la Heer dans des rôles plus traditionnels d'artillerie lourde à longue portée. Les armes survivantes sont utilisées par les Allemands pendant la Seconde Guerre mondiale comme fonctions de défense côtière.

## Munition
Avant et pendant la Première Guerre mondiale, l'arme utilise environ 73 kg de propergol RP C/12 ( Rohr-Pulver – poudre à tube)  qui est un mélange de nitrocellulose, de nitroglycérine et de petites quantités d'autres additifs avec un pouvoir calorifique de 950 et une température d'explosion non refroidie de 2975 kelvins. Pendant la Seconde Guerre mondiale, il est remplacé par le RP C / 38 qui substitue le dinitrite de diéthylène glycol par la nitroglycérine qui a un pouvoir calorifique de 810 et une température d'explosion non refroidie de 2495 K. Cela a le mérite d'être plus difficile à enflammer, ce qui réduit le risque d'un incendie ou d'une explosion catastrophique, et réduit les effets érosifs du propulseur gazeux sur l'alésage du canon/ Les sources diffèrent sur la quantité de RP C / 38 utilisée par le canon pendant la Seconde Guerre mondiale; Campbell parle de 70 kg, mais Hogg parle de 67 kg.
Ces canons montés tirent deux types d'obus pendant la Première Guerre mondiale : les types perforants (AP) L/2.6 et explosifs (HE) L/2.9. Pendant la Seconde Guerre mondiale, les canons tirent une plus grande variété d'obus, y compris des obus explosifs L / 2,9, L / 4,3 et L / 4,1 et un projectile lourd HE L / 4,4; les cartouches AP et HE pèsent 240 kg, tandis que le projectile lourd pèse 284 kg.
| Nom de l'obus                                                                                               | Masse                    | Poids de remplissage     | Vitesse initiale         | Portée                   |
| Première Guerre mondiale                                                                                    | Première Guerre mondiale | Première Guerre mondiale | Première Guerre mondiale | Première Guerre mondiale |
| --- | ------------------------ | ------------------------ | ------------------------ | ------------------------ |
| Obus perforant ( Pzgr L/2.6 )                                                                               | 240 kg                   | inconnue                 | 820 m/s                  | 18 830 m                 |
| Obus hautement explosif (Sprenggranate L/2.9)                                                               | 240 kg                   | inconnue                 | 820 m/s                  | inconnue                 |
| Seconde Guerre mondiale                                                                                     |                          |                          |                          |                          |
| Obus explosif à base fusionnée avec capuchon balistique (Sprenggranate L/4,3 m. Bdz. (avec Haube))          | 240 kg                   | inconnue                 | 820 m/s                  | inconnue                 |
| Obus HE à fusion nasale avec capuchon balistique (Sprenggranate L/4,1 m. Kz. (avec Haube))                  | 240 kg                   | inconnue                 | 820 m/s                  | inconnue                 |
| Obus HE fusionnée à la base et au nez avec capuchon balistique (Sprgr L / 4,4 m. Bdz. tu. Kz. (avec Haube)) | 284 kg                   | 18,7 kg (TNT)            | 740 m/s                  | 25 640 m à 30°           |

En raison de la plus grande élévation disponible dans la monture BSG, le Sprgr L/4,4 m. Bdz. tu. Kz. (avec Haube) a une portée maximale de 27 750 m.

### Pénétration de blindage
Une source attribue à l'obus Pzgr L / 2,6 la capacité de pénétrer 160 mm de blindage latéral à 12 000 m.